# Moutnedjemet
Pour les articles homonymes, voir Moutnedjemet (homonymie).
Moutnedjemet (Mwt-nDmt Mout la douce), dame de la noblesse égyptienne, est l'épouse d'Horemheb, dernier souverain de la XVIIIe dynastie. 

## Généalogie
Certains historiens, dont Walter Wolf, Erik Hornung, Robert Hari et James Henry Breasted, pensent qu'elle est la sœur de la reine Néfertiti, l'épouse d'Akhenaton. La théorie avançant que son mariage avec le général Horemheb donna une légitimité à ce dernier lors de son accession au trône est une assertion douteuse, puisque ni Néfertiti, ni Moutnedjemet ne possédaient de sang royal. Elles seraient cependant, en apparence, les filles du « Divin Père » Aÿ, qui occupa le trône d'Égypte pendant quatre ans. En revanche, beaucoup d'autres spécialistes, dont Hans Wolfgang Helck, Rolf Krauss, Jürgen von Beckerath et Geoffrey T. Martin, pensent au contraire que ces deux reines n'étaient pas sœurs (ou demi-sœurs). Pour eux, il s'agit d'une erreur de lecture du nom de la véritable sœur de Néfertiti qui se nommait Moutbelet.
Elle est représentée dans certaines tombes d'Akhetaton (Amarna), notamment dans celle de son père présumé, Aÿ, où elle est dépeinte en jeune fille. Ses titres incluent « Sœur de la Grande Épouse Royale » (impliquant un rapport direct avec Néfertiti), ainsi que « Chanteuse d'Hathor, Chanteuse d'Amon ». Puis, en tant que femme d'Horemheb, elle est « Grande Épouse Royale, Dame du Nord et du Sud, Maîtresse des Deux Terres ».
Moutnedjemet est occasionnellement montrée en compagnie des trois premières filles de Néfertiti (Mérytaton, Mâkhétaton, et Ânkhésenpaaton) sur des reliefs.
Selon certaines découvertes dans la chambre funéraire d'Horemheb, Moutnedjemet meurt peu après l'an 13 du règne de son mari, et devait alors être âgée d'au moins quarante ans. Sa momie fut découverte dans la première tombe que se destinait Horemheb, à Memphis. Son étude a permis de démontrer qu'elle avait enfanté à plusieurs reprises. La présence de la momie d'un enfant prématuré, mort-né, à ses côtés pourrait signifier une mort en couches. 

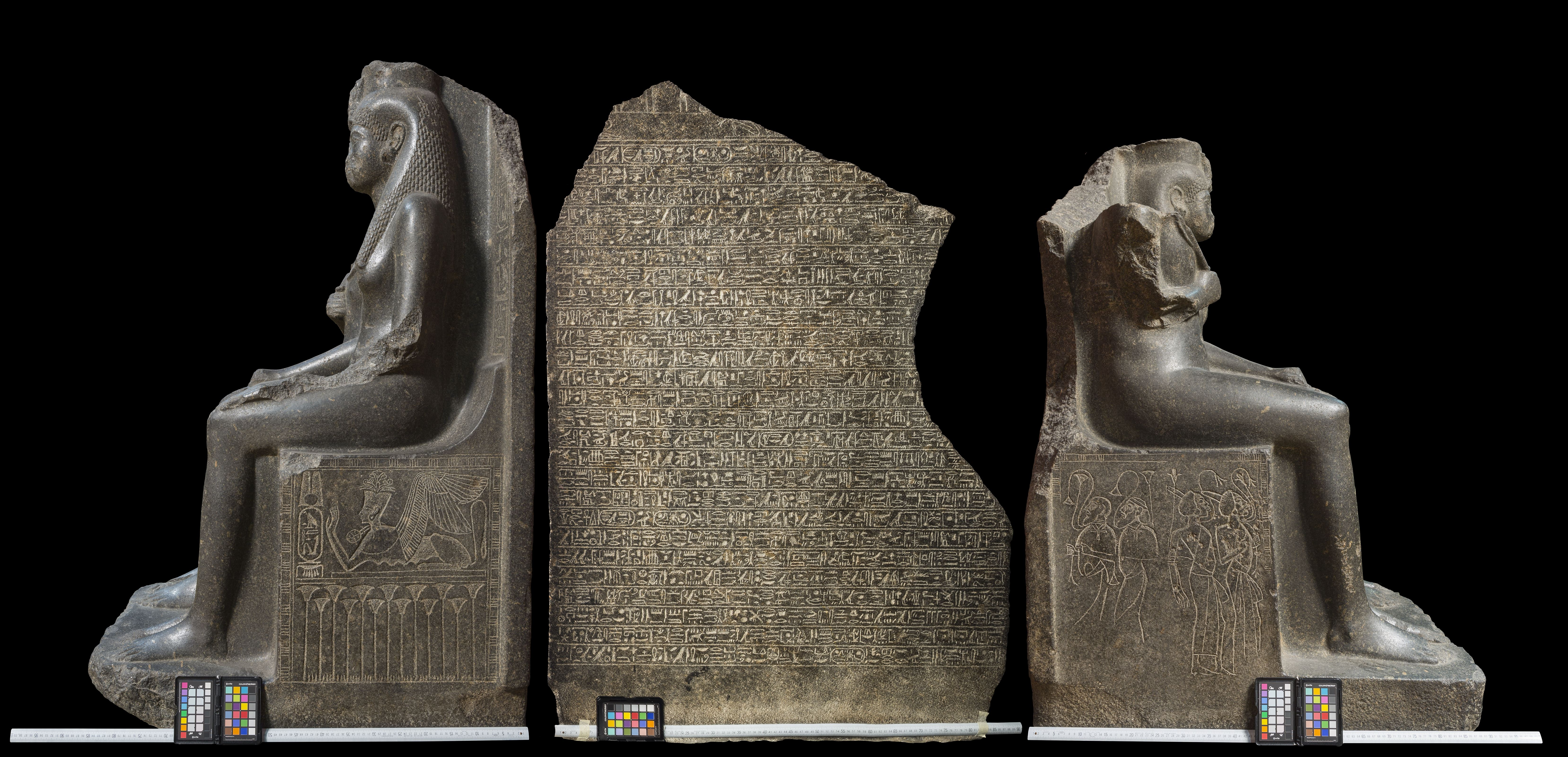
Côté de la statue du pharaon Horemheb et de la reine Moutnedjemet, musée égyptologique de Turin.